# Hrabstwo Cass (Nebraska)

Piramida wieku hrabstwa

Hrabstwo Cass  – hrabstwo położone w USA w stanie Nebraska z siedzibą w mieście Plattsmouth. Założone w 1854 roku.

## Miasta
- Louisville
- Plattsmouth
- Weeping Water

## Wioski
- Alvo
- Avoca
- Cedar Creek
- Eagle
- Elmwood
- Greenwood
- Manley
- Murdock
- Murray
- Nehawka
- South Bend
- Union

## Drogi główne
| - Interstate 80 - U.S. Highway 6 - U.S. Highway 34 - U.S. Highway 75 - Nebraska Highway 1 | - Nebraska Highway 43 - Nebraska Highway 50 - Nebraska Highway 63 - Nebraska Highway 66 - Nebraska Highway 67 |

## Sąsiednie hrabstwa
- Hrabstwo Sarpy
- Hrabstwo Otoe
- Hrabstwo Lancaster
- Hrabstwo Saunders
- Hrabstwo Mills
- Hrabstwo Fremont